# Druivenbrug
De Druivenbrug (brug 1796) is een dubbele ophaalbrug in Amsterdam-Noord.
De brug overspant de Noordelijke singel in de 21e-eeuwse wijk De Bongerd. Ze verbindt de Druivenstraat (haar naamgever en zelf vernoemd naar de druif) met de Bongerdkade en ligt parallel aan de uitloop van Zijkanaal I, waarlangs genoemd fietspad loopt. Omdat in de singel veel woonboten liggen en in geval van calamiteiten dan wel reparatie die singel moeten kunnen verlaten, is de brug beweegbaar uitgevoerd. Ze maakt samen met de Kadoelenbrug en Bongerdbrug deel uit van fietsroutes in de buurt. De brug is alleen toegankelijk voor voetgangers en fietsers.
Stadsdeel Amsterdam-Noord wilde voor De Bongerd bruggen met een licht karakter. FKG Architecten kwam met een ontwerp gebaseerd op de aloude ophaalbruggen en dan in een dubbele uitvoering. Om die lichtheid te illustreren werd alles in dunne lijnen uitgevoerd. Hameipoorten, hameistijlen, balanspriemen, leuningen, tuigages en balustrades zijn alle rank uitgevoerd. Het enig waar bij dit soort bruggen niet op te beknibbelen valt zijn de ballastkisten/contragewichten. De brug is grotendeels van staal, geplaatst tussen betonnen landhoofden. De overgang van landhoofden naar de noordelijke kades zijn afgeschermd door stalen damwanden. De brug werd in september 2014 in gebruik genomen. De bediening is hydraulisch. Het brugdek wordt gevormd door glasvezels en polyesterhars.
De brug heeft ten opzichte van andere bruggen in Amsterdam twee opvallende merktekens. Het brugnummer 1796 is niet door middel van een brugplaatje aangegeven maar verwerkt in de hameistijlen. De naam van de brug, normaliter aangegeven door bordje of gietijzer, wordt in beide contragewichten vermeld. 

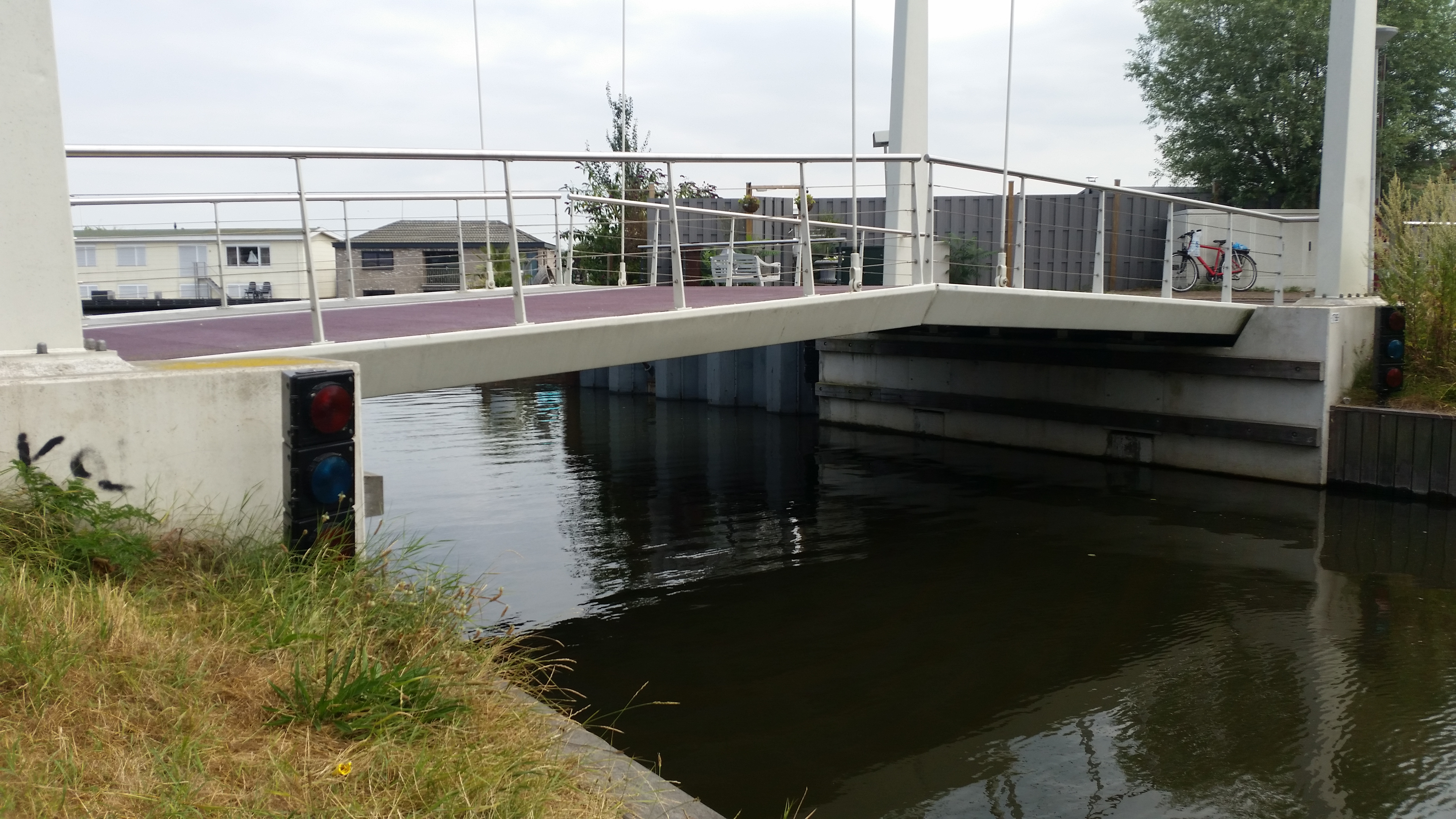
Zijaanzicht (juli 2018)

<<< · 1701 · 1702 · 1703 · 1704 · 1705 · 1706 · 1707 · 1708 · 1709 ·  1710 · 1711 · 1714 · 1715 · 1716 · 1717 · 1718 · 1719 · 1720 · 1721 · 1722 · 1723 · 1725 · 1726 · 1727 · 1728 · 1729 · 1730 · 1731 · 1732 · 1733 · 1734 · 1735 · 1736 · 1737 · 1738 · 1739 · 1741 · 1742 · 1743 · 1745 · 1746 · 1747 · 1748 · 1749 · 1750 · 1751 · 1752 · 1753 · 1754 · 1755 · 1756 · 1757 · 1764 · 1765 · 1766 · 1767 · 1768 · 1769 · 1770 · 1771 · 1772 · 1773 · 1774 · 1775 · 1776 · 1777 · 1778 · 1779 ·  1780 · 1781 · 1782 · 1783 · 1784 · 1785 · 1786 · 1787 · 1788 · 1791 · 1792 · 1793 · 1794 · 1795 · 1796 · 1797 · 1798 · 1799 · >>>
Brugnummers brug 1712, 1713, 1724, 1740, 1744, 1758, 1759, 1760, 1761, 1762, 1763, 1789, 1790 zijn niet (meer) vergeven.